# WrestleMania 32
WrestleMania 32 — тридцать вторая по счёту WrestleMania, PPV-шоу производства WWE. Шоу прошло 3 апреля 2016 года на арене «Эй-ти-энд-ти Стэдиум» в городе Арлингтон, Техас, США.
В главном событии Роман Рейнс победил Трипл Эйча и завоевал титул чемпиона мира WWE в тяжелом весе. В других значимых матчах Гробовщик победил Шейна Макмэна в матче «Ад в клетке», Брок Леснар победил Дина Эмброуза в уличной драке без ограничений, а Шарлотт победила Бекки Линч и Сашу Бэнкс и стала первым в истории чемпионом WWE среди женщин, который заменил титул чемпиона WWE среди Див, принадлежавший Шарлотт до начала шоу, и был отправлен в истории во время пре-шоу. Это событие также примечательно тем, что на нем состоялся самый короткий матч в истории WrestleMania, когда Скала победил Эрика Роуэна в импровизированном матче. В королевской битве памяти Андре Гиганта неожиданно принял участие бывший игрок Национальной баскетбольной ассоциации Шакил О’Нил; матч выиграл Барон Корбин из NXT в своем дебюте в основном ростере.
Согласно WWE, WrestleMania 32 установила множество рекордов для компании, включая валовый доход в 17,3 миллиона долларов и заявленный рекорд посещаемости в 101 763 зрителя. Журналист Дэйв Мельтцер оспорил цифру посещаемости WWE, заявив, что посещаемость составила 93 730 человек, что все равно было бы рекордом WWE. Председатель WWE Винс Макмэн позже признал, что рекорд «101 000 билетов не была оплачена», а включала в себя «помощников и всё такое».
Несмотря на коммерческий успех, критики дали смешанные или отрицательные отзывы о WrestleMania 32, оценив её хуже, чем NXT TakeOver: Dallas, который WWE провела за два дня до этого. Похвалы заслужили матч с лестницами в открытии шоу, Стайлз против Джерико и матч за женский титул; критика была направлена на главное событие, Эмброуз против Леснара, матч «Ад в клетке», общую продолжительность мероприятия и то, что считалось сомнительными решениями по букингу, которые были сосредоточены на количестве побед хилов. Шоу было признано худшим рестлинг-шоу 2016 года по версии Wrestling Observer Newsletter, а читатели WrestleCrap, ведущего хронику худших моментов в рестлинге, вручили ему награду Gooker Award за худшее рестлинг-событие любого рода в 2016 году. Титульный матч главного события вызвал особую критику и привел к негативной и гневной реакции толпы.

## Результаты
| №                                | Матч | Тип матча | Время |
| -------------------------------- | --- | --- | ----- |
| Пре-шоу                          | Калисто (с) победил Райбэка | Одиночный матч за титул чемпиона Соединённых Штатов WWE                                                                                               | 09:01 |
| Пре-шоу                          | Total Divas (Бри Белла, Пейдж, Наталья и Алиша Фокс, Ева Мари победили B.A.D. & Blonde (Лану, Наоми, Тамину,Эмму и Саммер Рэй)  | Командный матч 5 на 5 | 11:25 |
| Пре-шоу                          | Братья Усо (Джимми и Джей) победили Братьев Дадли (Бубба Рэй и Ди-Вон)                                                          | Командный матч со столами | 05:18 |
| 1                                | Зак Райдер победил Кевина Оуэнса (с), Сэми Зейна, Дольфа Зигглера, Стардаста и Миза                                             | Матч с лестницами за титул интерконтинентального Чемпиона WWE                                                                                         | 15:23 |
| 2                                | Крис Джерико победил Эй Джей Стайлза                                                                                            | Одиночный матч | 17:10 |
| 3                                | Лига Наций (Шеймус, Альберто Дель Рио и Русев) (с Королём Барреттом) победили Новый День (Биг И, Кофи Кингстона и Ксавье Вудса) | Командный матч 3 на 3 | 10:03 |
| 4                                | Брок Леснар (с Полом Хейманом) победил Дина Эмброуса                                                                            | Уличная драка без ограничений | 13:06 |
| 5                                | Шарлотт (с Риком Флэром) победила Бекки Линч и Сашу Бэнкс                                                                       | Матч по правилам «тройная угроза» за титул чемпиона WWE среди женщин                                                                                  | 16:03 |
| 6                                | Гробовщик победил Шейна Макмэна                                                                                                 | Матч «Ад в клетке». Если Шэйн побеждает, он становится генеральным менеджером Raw и Гробовщику будет запрещено ещё когда-либо драться на WrestleMania | 30:05 |
| 7                                | Барон Корбин победил, выкинув последнего Кейна                                                                                  | Королевская битва за мемориальный трофей в честь Андре Гиганта                                                                                        | 09:41 |
| 8                                | Cкала победил Эрика Роуэна (с Брауном Строуманом и Брэем Уайаттом)                                                              | Одиночный матч | 00:06 |
| 9                                | Роман Рейнс победил Трипл Эйча (с) (со Стефани Макмэн)                                                                          | Одиночный матч за титул чемпиона мира в тяжёлом весе WWE                                                                                              | 27:11 |
| (c) — чемпион на момент поединка | | |       |

1. ↑  Так же в матче участвовали: Фанданго, Дэмиен Сэндоу, Шакил О’Нил, Биг Шоу, Даймонд Даллас Пэйдж, Коннор, Виктор, Татанка, Джек Сваггер, R-Truth, Голдаст, Кёртис Аксель, Адам Роуз, Хит Слейтер, Тайлер Бриз, Марк Генри, Бо Даллас и Даррен Янг